# Stříbrný vítr
Stříbrný vítr je román Fráni Šrámka.

## Dvě varianty románu
První verzi románu Stříbrný vítr vydal Šrámek v nakladatelství Grossman a Svoboda roku 1910 a pojal ji jako generační román. V definitivní verzi, která vyšla roku 1920 v nakladatelství František Borový, se jedná o impresionistickou prózu, ve které je souvislý děj nahrazen jednotlivými epizodami. Šrámek popisuje dospívání a citové probouzení chlapce, který je sice mnohokrát zklamán, ale odnáší si poselství krásného a silného života. Román má silné autobiografické prvky.

## Popis děje
Hlavní hrdina Jeník Ratkin se vzpírá svému tyranskému otci, nerozumí světu dospělých, získává své první milostné zkušenosti, zamiluje se do Aničky Karasové a je zklamán. Jeník přes veškeré konflikty mládí poznává smysl života, je připraven s ním čestně zápasit a dokázat svůj přerod v muže.
Vztahy v rodině: babičku má rád (vypráví mu příběhy, které se u nich odehrály, když byla válka, např. o vojákovi s amputovanou nohou a knihou, která má slepené listy krví), matku zbožňuje, strýce má rád, otce nenávidí. Strýc se zastřelí a Jeník velmi trpí. Vztahy ke škole: Učitelé: katecheta (zkostnatělý puritán), Ramler (mladý a chápavý). Vztah k ženám: Miluje Annu Karasovou, která s ním pouze laškuje a zahrává si s ním.

## Filmová verze
V roce 1954 vznikla stejnojmenná filmová verze režiséra Václava Kršky s Eduardem Cupákem v hlavní roli.